# ディオン (ギリシア)

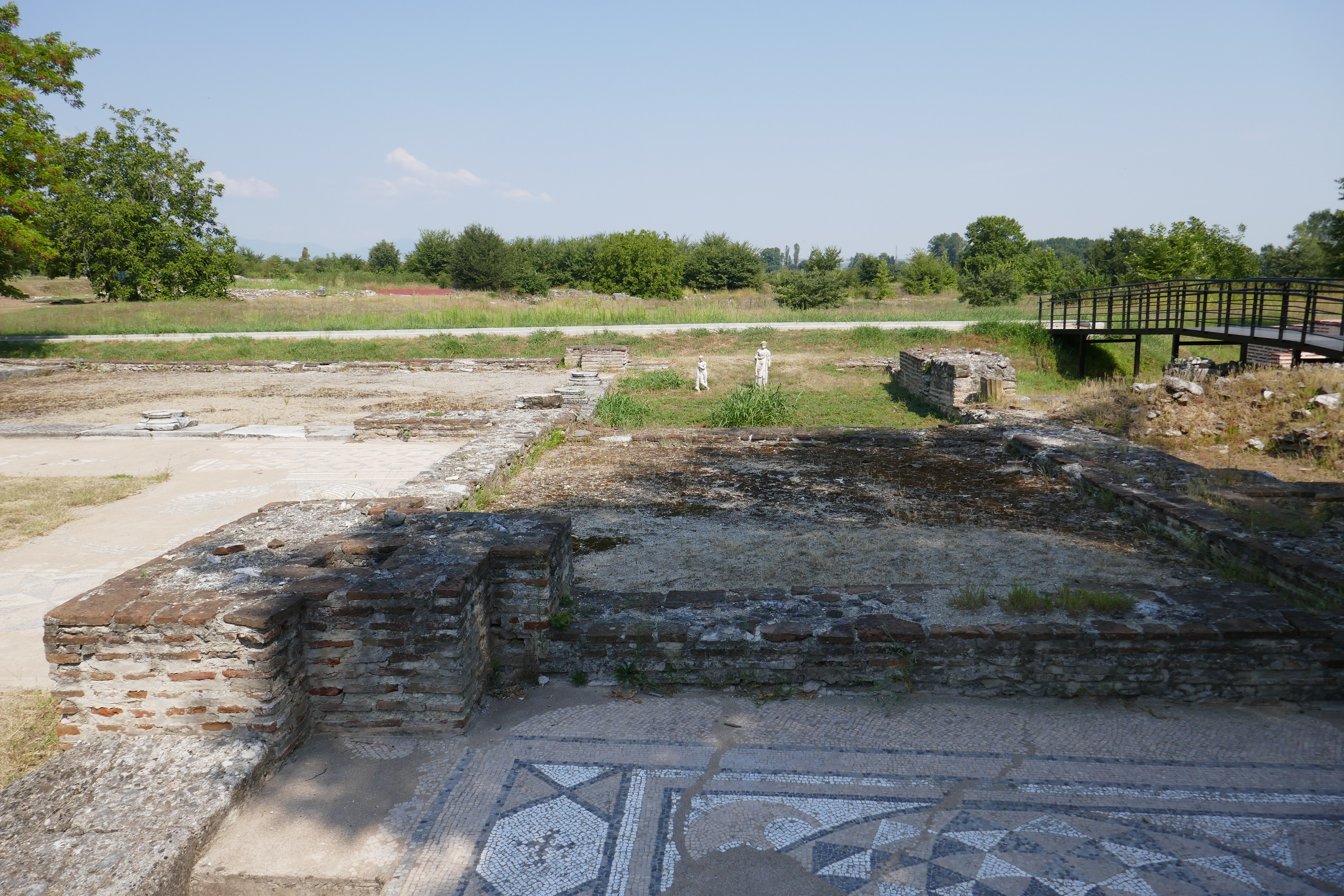
ディオン遺跡の住居跡

ディオン（古希: Δίον、英: Dion, Dio）は、ギリシャのピエリア平野にある地名。神々の居城オリュンポス山の景勝地として有名であり、その北東麓には、マケドニア王国によって運営されたゼウスとムーサイを祀る神域が広がっている。このディオン遺跡は現在アーキオロジカル・パークとして整備されている。ディオンという名称は、「ゼウス」という単語の属格である"Διος"に由来しており、神々の王との関係がとりわけ深い遺跡となっている。

## 歴史
紀元前5世紀頃、マケドニア王アルケラオス1世によって、ディオンはマケドニア王国にとって最も重要な神域に改革された。アルケラオスはギリシャ南部のポリス文化を積極的に受容し、その一環でオリンピアで行われた古代オリンピックを模してディオンに導入した。これは「ディオンのオリンピック」と呼ばれ、ゼウスとムーサイを讃えるこの大祭典は、ギリシア中にその威光を轟かせた。

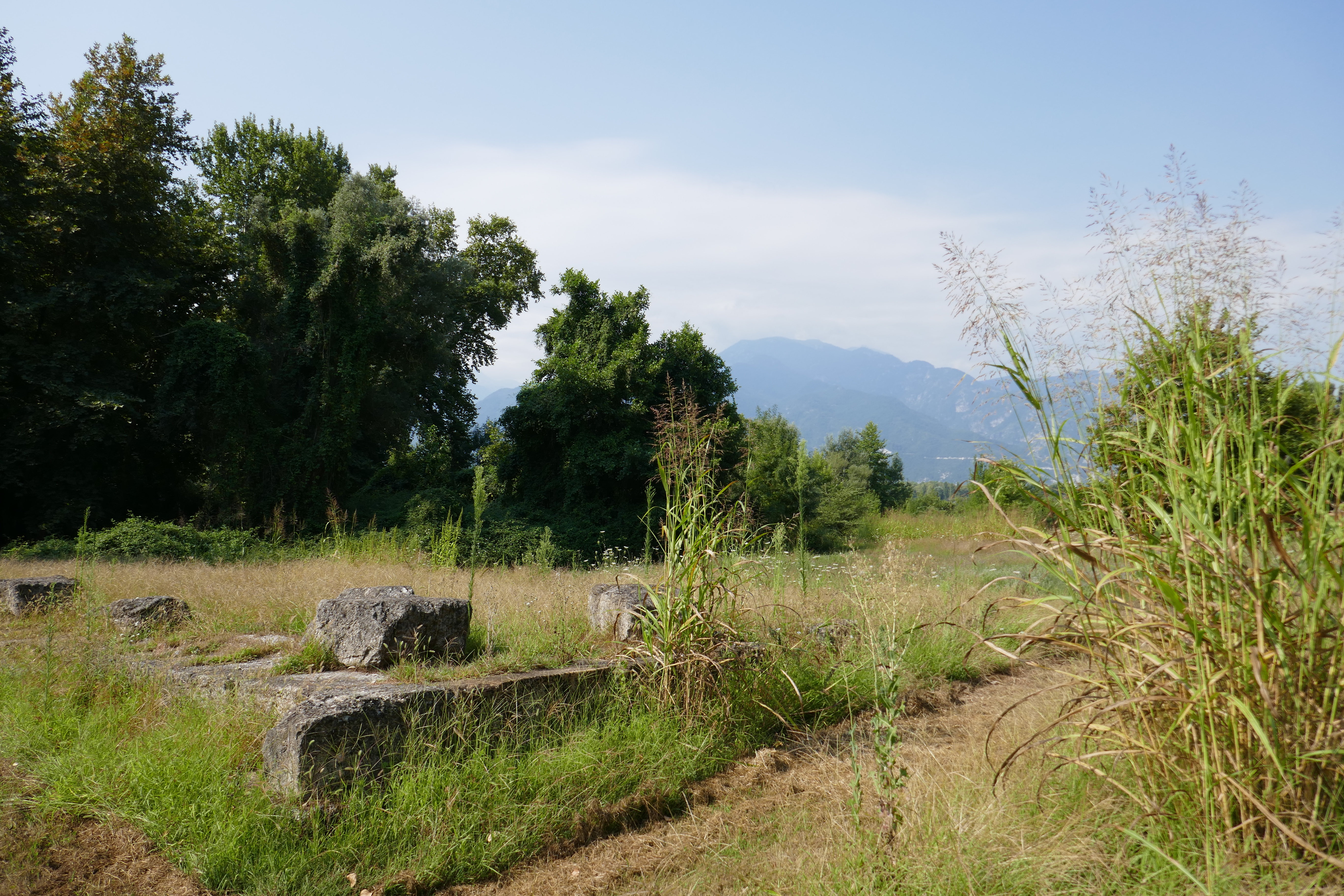
ゼウス・オリュンピオス神域

紀元前4世紀頃になると、このディオンは軍事基地としての性格も帯びるようになり、出陣式や戦勝式などもここで執り行われるようになっていった。マケドニア王国飛躍の基盤を築き上げたピリッポス2世も、激烈な包囲戦の末にオリュントスを征服した折には、ディオンで華々しい戦勝式と競技会を開催し、その成功を祝った。アケメネス朝へ東方遠征を行ったアレクサンドロス大王も、ディオンで九日間に渡る豪勢な出陣式を行い、ゼウス・オリュンピオスの神域内の祭壇で数多くの生贄（ヘカトンベー）を捧げた。グラニコス河畔の戦いで勝利後は、戦死した25人のヘタイロイのためにリュシッポス制作の騎馬像群を同じ神域に建立している。

## エウリピデス悲劇

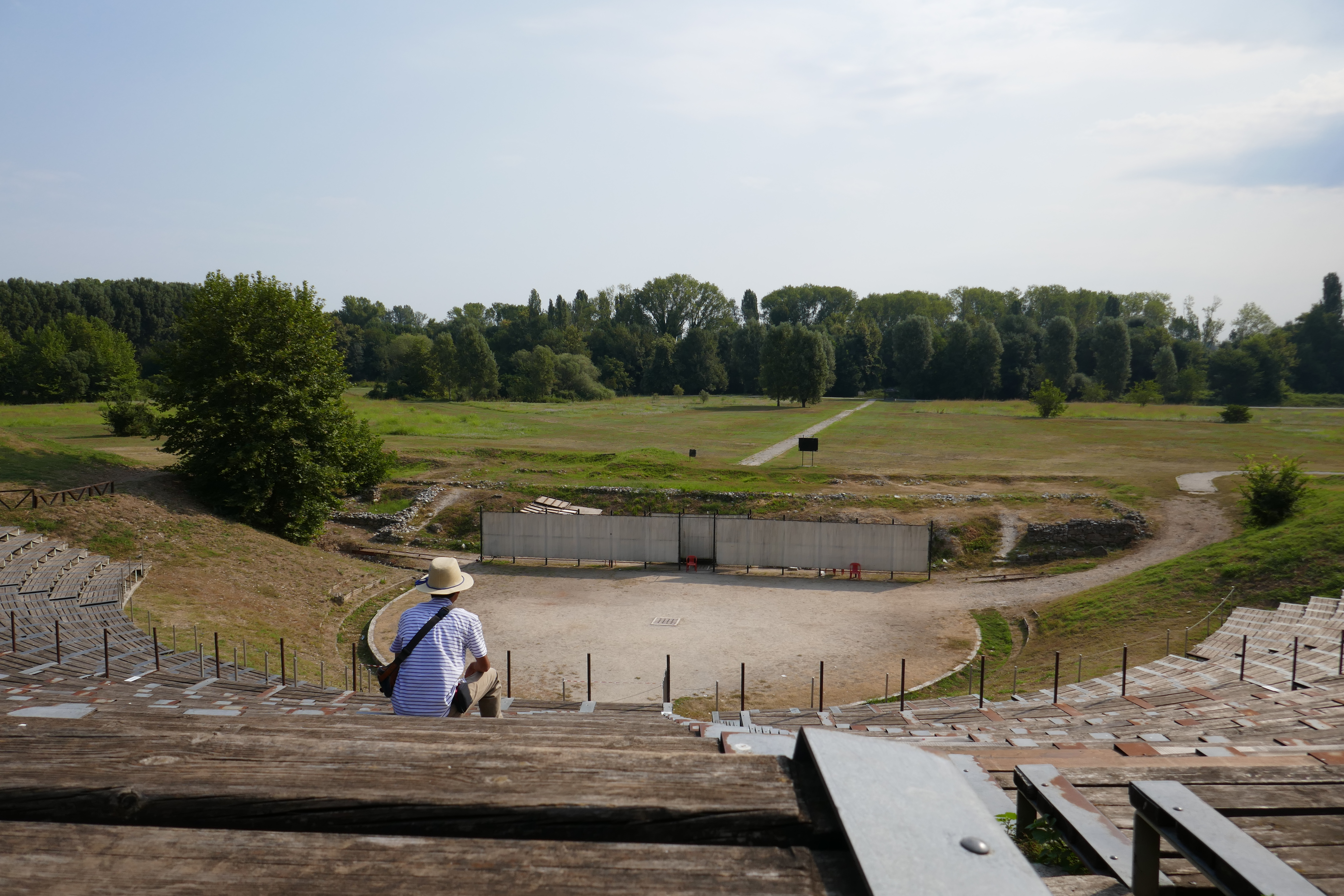
ディオン遺跡にある劇場

ディオンにある劇場は、人工的な盛り土によって作られたギリシアにおいて珍しいものであるが、ここで晩年のエウリピデスが紀元前5世紀末に悲劇を上演した。ペラで完成した「バッコスの信女たち」や「アルケラオス」が披露された。この劇場のオルケストラには地下通路もあり、冥界からの登場といった演出に使われたのだろう。この劇場は、ローマによって新しい劇場が近くに作られるにあたって、徐々に使われなくなっていった。